# 피아노 소나타 26번 (베토벤)
《피아노 소나타 26번 내림마장조, 작품 번호 81a》은 루트비히 판 베토벤에 의해 쓰인 피아노 소나타이다. "고별"이라는 부제로도 잘 알려져 있는데, 이것은 베토벤에 의해 직접 붙여진 몇 안되는 부제이며, 피아노 소나타 장르 중에서는 유일하게 베토벤에 의해 붙여진 부제이다.

## 배경 및 작곡
1809년에서 1810년에 걸쳐 쓰인 것으로 추정되는 이 작품의 배경은, 베토벤의 후원자이자 제자이며 친구였던 루돌프 대공의 빈으로부터의 탈출과 관계되어 있다.
오스트리아는 1809년 4월 9일에 나폴레옹이 거느리는 프랑스군과 전투 상황에 빠졌다. 나폴레옹의 군대는 5월 12일까지 빈에 침공하고 있어, 신성 로마제국 황제 프란츠 2세의 동생이자 왕족 신분이었던 루돌프 대공은 5월 4일 도시를 떠나게 된다.
베토벤은 제1악장의 초고에 "고별“(Das Lebewohl)이라고 기록하는 동시에 "1809년 5월 4일, 빈에서 경애하는 루돌프 대공 전하의 출발 즈음에"라고 써 넣었다. 이후 오스트리아의 항복으로 같은 해 10월 14일에 종전과 함께 프랑스군이 철퇴하고, 1810년 1월 30일에 루돌프 대공은 빈으로 되돌아온다. 제2악장에 기록된 “부재”(Die Abwesenheit)는 이 기간을 나타내고 있다. 제3악장에는 ”재회“(Das Wiedersehen)라고 기록하는 동시에 "경애하는 루돌프 대공 전하의 귀환, 1810년 1월 30일"이라고 써 넣고 있다.

## 출판 및 헌정

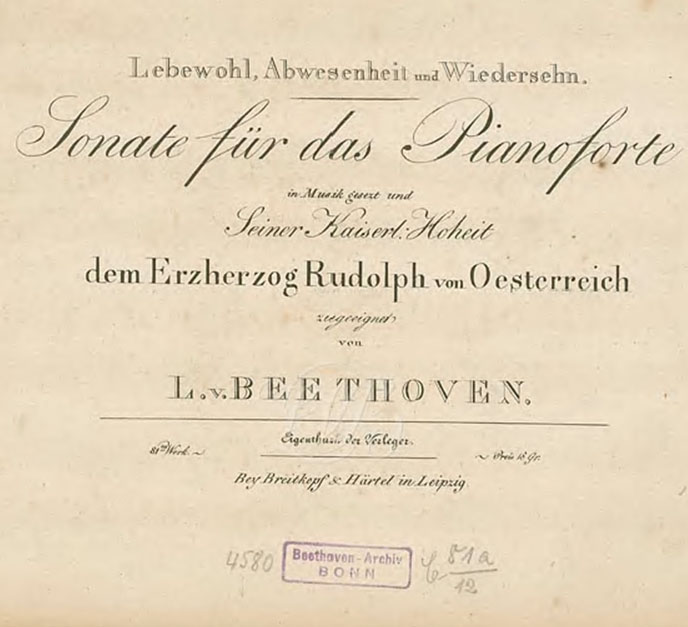
초판 악보의 표지 (1811년)

이 작품은 1811년 7월에 “피아노포르테를 위한 소나타”(Sonate für das Pianoforte)라는 제목으로 라이프치히의 브라이코프 운트 헤르텔 출판사를 통해 출판되었다. 또한, 그 초판 악보의 표지에는 제목과 함께, 각 악장의 제목인 “고별, 부재, 재회”(Das Lebewohl, Abwesenheit, Das Wiedersehen)가 부제로서 함께 기록되었고, “...황실 전하, 오스트리아의 루돌프 대공을 기리기 위해...”(Seiner Kaiserlichen Hoheit, dem Erzherzog Rudolph von Oesterreich zugeeignet...)라는 헌사의 글이 추가되었다.
브라이트코프 운트 헤르텔 출판사는 처음에 이 작품을 출판하면서 각 악장의 제목을 프랑스어로 바꾸어 "les adieux”,”l’absence”,”le retour”라고 악보의 표지에 표기했다. 친교가 깊었던 루돌프 대공을 위해서 작곡된 이 피아노 소나타의 표제에 대하여는 베토벤 자신도 고집이 있었을 것이고, 이 때문에 베토벤은 "Das Lebewohl은 les adieux와는 전혀 다른 것입니다. 전자는 마음속으로부터 사랑하는 사람에게만 사용하는 말이며, 후자는 모인 청중 전체에 대하여 말하는 말이기 때문입니다."라고 편지로서 항의하고 있다. 단, 작곡자 자신도 스케치 단계에서는 제1악장의 "Das Lebewohl"과 제3악장의 "Das Wiedersehen"를 취소하고, 제1악장은 "Der Abschied (헤어짐)", 제3악장은 "Die Ankunft (도착)"이라고 했었던 것으로 전해진다.
출판사로부터 반입된 날짜는 《24번 "테레제를 위하여"》, 《25번》 소나타와 마찬가지로 1810년 2월 10일이었지만, 이 소나타만이 다음 해에 작곡자 자신에 의해 수정되었다. 초판은 1811년 7월에 브라이트코프 운트 헤르텔 사를 통해 간행되었고, 헌정은 오스트리아의 루돌프 대공에게 이루어지고 있다. 이 소나타의 작품번호가 81a로 되어있는 것은, 짐로크 사가 브라이트코프 운트 헤르텔 출판사에 앞서 육중주를 출판했기 때문에, 브라이트코프 운트 헤르텔 출판사가 자사의 작품 번호를 혼란시키지 않도록 피아노 소나타를 81a, 육중주를 8lb로 한 것에서 유래한 것으로 추정된다.

## 구조
작품은 전 세 개의 악장으로 이루어져 있다:
1. Das Lebewohl (Les Adieux – The Farewell): Adagio – Allegro
2. Abwesenheit (L'Absence – The Absence): Andante espressivo (In gehender Bewegung, doch mit viel Ausdruck)
3. Das Wiedersehen (Le Retour – The Return): Vivacissimamente (Im lebhaftesten Zeitmaße)

총 연주 소요 시간은 대략 17-18분 정도이다.

### 제1악장. Das Lebewohl (고별): 아다지오 - 알레그로
2/4 - 2/2 박자, 내림마장조, 소나타 형식.
"고별"이라는 부제가 붙어 있다. 악보1에서 보는 바와 같이 서주의 처음 세 개의 음표에는 "Lebewohl"이라고 표시되어 있으며, 악장 전체에 이 모티브가 배열되어 있다.
악보1
서주에 이은 알레그로의 제1주제에는 "Lebewohl"의 동기가 포함되어 있고, 테누토에서 강조되고 있다(악보2). 한편 왼손 베이스의 움직임은 "Lebewohl" 동기의 반행형으로 되어있다.
악보2
"Lebewohl" 동기의 반행형으로 시작되는 경과부를 거치면, 내림나장조의 제2주제가 제시되지만, 이것 또한 확대된 "Lebewohl" 동기에 근거하는 것이다(악보3). 더욱 하강하는 결미구도 같은 동기로 구성된다.
악보3
제시부의 반복을 마치면 전개부가 된다. 소규모 전개부에서는 악보2의 하강하는 음형이 취급되며, 이것이 8분음표 두 개의 단위까지 미세하게 분해되어 간다. 분해된 음형에서 크레셴도 하여 재현부가 되고, 악보2와 악보3이 내림마장조로 나타난다. 코다에서는 우선 악보2가 다루어져 전개되지만, 이어 "Lebewohl" 동기와 8분음표의 주구가 조합되어 간다. 마지막에는 대공의 출발을 배웅하는 듯 한 정서를 보이며 악장을 닫는다. 덧붙여 베토벤은 악장의 마지막에서 4마디째 2분음표의 다 음에서 소리를 지속한 채 크레셴도 한다고 하는 특수한 지시를 하고 있다.

### 제2악장. Abwesenheit (부재): 안단테 에스프레시보 (아타카)
2/4 박자, 다단조.
두 주제가 반복되는 서주적 성격을 지닌 악장이다. "부재"라는 부제가 붙어 있고, 독일어로 "느긋하게, 표정을 담아"("In gehender Bewegung, doch mit Ausdruck")라고 지시되어 있다. 다단조로 연주되는 악보4의 제1주제의 음형은 악보1의 움직임과 관계가 있다. 시작의 다단조에서는 안정되지 못하고 불안한 듯한 모습이 표현된다.
악보4
레치타티보와 같은 경과를 거쳐 사장조의 제2주제로 넘어간다(악보5).
악보5
곧 내림나단조로 제1주제가 회귀하고, 이어 바장조에서 제2주제가 재현된 후 악보4의 음형을 조용히 연주하면서 종악장에 연결된다.

### 제3악장. Das Wiedersehen (재회): 비바치시마멘테 (매우 생생한 속도로)
6/8 박자, 내림마장조, 소나타 형식.
"재회"라는 부제와 함께, 독일어로 된 "매우 생생한 속도로"("Im lebhaftesten Zeitmaasse")라는 지시가 있다. 화음의 일타에 이어 화려한 아르페지오의 서주가 펼쳐진다. 첫 번째 주제는 먼저 악보6과 같이 내놓지만, 주선율이 왼손으로 옮겨지면, 고음부는 장식적인 색채를 더한다.
악보6
찬란한 경과부를 마치면, 내림나장조의 제2주제가 제시된다(악보7). 두 번째 주제가 반복될 때 나타나는 프레이즈는 같은 시기에 작곡된 《황제 협주곡》 3악장의 프레이즈와 매우 유사한 패시지가 사용된다.
악보7
강력한 코데타로 연결되어 제시부의 반복에 들어간다. 전개부는 극히 짧고, 독점적으로 제2주제가 다루어진다. 금세 세세한 분산화음 반주를 타고 옥타브에서 제1주제가 재현되고 있으며, 통상대로 제2주제로 진행된다. 코다에서는 포코 안단테가 되어 악보6을 잔잔하게 회상하고, 형태를 바꾸어 반복한다. 마지막은 원래의 템포로 되돌아와, 기쁘게 닫힌다.

## 같이 보기
- 루트비히 판 베토벤의 작품 목록
- 베토벤의 피아노 소나타